# SportNavigator.nl
SportNavigator.nl was een internationaal project dat schaatsers uit meerdere landen, met name kleine schaatslanden, financieel ondersteunde. Grote sponsor achter het team was de Koreaanse autofabrikant Kia Motors. Meer dan driehonderd schaatsers werden op de één of andere manier gesteund door dit concept.

## Ontstaan
In oktober 2003 wordt oud-langebaanschaatser Marnix Wieberdink begeleider van de Amerikaanse langebaanschaatser Kip Carpenter en de Canadees Mike Ireland. Met hen en enkele Zuid-Koreaanse schaatsers bereidt hij hen voor op de WK afstanden 2004 in Seoel. In januari 2005, tijdens het EK Allround in Heerenveen, worden het Nederlandse bedrijf Yacht en het Zuid-Koreaanse KIA hoofdsponsor van SportNavigator.nl. In 2008 wordt het contract met KIA verlengd en besluit Yacht te stoppen. Vanaf oktober 2008 treden G4S en Clafis Engineering als nieuwe sponsors toe. In al die jaren heeft dit format vijftien wereldkampioenen en dertien Olympische medaillewinnaars opgeleverd. Vier jaar later richtte Bert Jonker van Clafis het gelijknamige schaatsteam op en eiste Wieberdink in augustus 2014 een schadevergoeding van 700.000 euro, omdat Clafis dit na de Winterspelen van Sotsji, drie weken voor het einde van het aflopende sponsorcontract, deed. Om het geschil te slechten komt er een Nederlands fonds met een bedrag van 100.000 euro voor de ontwikkelingshulp aan buitenlands talent.

## Kia Speed Skating Academy
In januari 2009 kreeg de ijsbaan in Inzell toestemming van de lokale overheid om de ijsbaan te vernieuwen met onder meer een overkapping. Wieberdink besloot naar aanleiding hiervan om in een voormalig ziekenhuis in Inzell een opleidings- en trainingscentrum te starten voor de buitenlandse rijders, de KIA schaatsacademie. Op 10 maart 2011 werd de International Kia Speed Skating Academy geopend tijdens de WK Afstanden aldaar. De academie beschikt over vijftien kamers en Wieberdink gaf aan ongeveer 900.000 euro nodig te hebben om een serieuze schaatsploeg te onderhouden.
In 2010 werd bekend dat Jeremy Wotherspoon vanaf dat jaar de sprinters ging trainen en in september 2012 werd de Academy met achttien schaatsers uitgebreid met assistent-coach Wim den Elsen die eerder trainer was bij het Gewest Zuid-Holland.
In september 2013 werd het pand uitgebreid met een fysiologisch testcentrum, ruimtes voor fysiotherapie, sportmassage, yoga en een technische ruimte. Daarnaast worden er taallessen worden gegeven. In het seizoen 2013/2014 maakte Wotherspoon tijdelijk zijn comeback als schaatser en werd Den Elsen hoofdcoach en Jan Bos aangestrokken als assistent-coach. Toen Wotherspoon zich niet wist te kwalificeren voor de Spelen in Sotsji vertrok Bos en werd Wotherspoon opnieuw trainer/coach. Op 25 maart 2015 luidde Wieberdink de noodklok voor wat betreft de financiering omdat schaatsbonden uit de landen stelselmatig nalaten tijdig te betalen waardoor het steeds lastiger wordt zijn staf te betalen. Niet veel later stopte SportNavigator.nl en de Kia Speed Skating Academy.

## Trainingsgroep

### Seizoen 2013-2014
De KIA Speed Skating Academy had voor seizoen 2013-2014 de volgende schaats(st)ers onder haar hoede:
| Mannen               | Mannen              | Vrouwen             | Vrouwen     |
| Naam                 | Land                | Naam                | Land        |
| -------------------- | ------------------- | ------------------- | ----------- |
| Scott Anderson       | Verenigd Koninkrijk | Saskia Alusalu      | Estland     |
| Maciej Biega         | Polen               | Julia Berentschot   | Nederland   |
| Espen Aarnes Hvammen | Noorwegen           | Marit Bøhm          | Noorwegen   |
| Sebastiaan Oranje    | Nederland           | Ágota Tóth-Lykovcán | Hongarije   |
| Akio Ota             | Japan               | Kaitlyn McGregor    | Zwitserland |
| Matthew Rittenhouse  | Verenigde Staten    | Johanna Östlund     | Zweden      |
| Marius Paraschivoiu  | Roemenië            | Wang Beixing        | China       |
| Sun Longjiang        | China               |                     |             |
| Artur Waś            | Polen               |                     |             |
| Livio Wenger         | Zwitserland         |                     |             |
| Jeremy Wotherspoon   | Canada              |                     |             |
| Yang Fan             | China               |                     |             |

### Seizoen 2012-2013
De KIA Speed Skating Academy had voor seizoen 2012-2013 de volgende schaats(st)ers onder haar hoede:
| Mannen             | Mannen              | Vrouwen             | Vrouwen     |
| Naam               | Land                | Naam                | Land        |
| ------------------ | ------------------- | ------------------- | ----------- |
| Hiroki Abe         | Japan               | Ahn Jee-min         | Zuid-Korea  |
| Scott Anderson     | Verenigd Koninkrijk | Saskia Alusalu      | Estland     |
| Maciej Biega       | Polen               | Anna Badajeva       | Wit-Rusland |
| Ewen Fernandez     | Frankrijk           | Ágota Tóth-Lykovcán | Hongarije   |
| Roman Krech        | Kazachstan          | Kaitlyn McGregor    | Zwitserland |
| Benjamin Macé      | Frankrijk           | Johanna Östlund     | Zweden      |
| Vitaliy Malginov   | Kazachstan          | Elina Risku         | Finland     |
| Stefan Due Schmidt | Denemarken          |                     |             |
| Haralds Silovs     | Letland             |                     |             |
| Artur Waś          | Polen               |                     |             |
| Espen Tveit        | Noorwegen           |                     |             |

### Seizoen 2011-2012
De KIA Speed Skating Academy had voor seizoen 2011-2012 de volgende schaats(st)ers onder haar hoede:
| Mannen                | Mannen    | Vrouwen         | Vrouwen     |
| Naam                  | Land      | Naam            | Land        |
| --------------------- | --------- | --------------- | ----------- |
| Valentin Anghel       | Roemenië  | Saskia Alusalu  | Estland     |
| Ewen Fernandez        | Frankrijk | Anna Badajeva   | Wit-Rusland |
| Marian Cristian Ion   | Roemenië  | Svetlana Kajkan | Rusland     |
| Benjamin Macé         | Frankrijk | Shruti Kotwal   | India       |
| Mart Markus           | Estland   | Ágota Tóth      | Hongarije   |
| Marius Paraschivoiu   | Roemenië  | Johanna Östlund | Zweden      |
| Haralds Silovs        | Letland   | Cristina Radu   | Roemenië    |
| Galbaatar Uuganbaatar | Mongolië  |                 |             |
| Artur Waś             | Polen     |                 |             |

## Landen
SportNavigator.nl heeft onder meer de volgende talenten voortgebracht waarvan een groot deel aansluiting heeft gevonden met het professionele langebaanschaatsen:
| Land             | Schaatsers                   |
| ---------------- | ---------------------------- |
| Argentinië       | José Ignacio Fazio           |
| Argentinië       | Jennifer Alexa Caicedo Mejía |
| Australië        | Richard Goerlitz             |
| België           | Nele Armée                   |
| België           | Kris Schildermans            |
| China            | Wang Beixing                 |
| China            | Yu Fengtong                  |
| Denemarken       | Cathrine Grage               |
| Denemarken       | Oliver Sundberg              |
| Estland          | Saskia Alusalu               |
| Estland          | Mart Markus                  |
| Finland          | Pia Humisto                  |
| Finland          | Mika Poutala                 |
| Frankrijk        | Alexis Contin                |
| Frankrijk        | Benjamin Macé                |
| Griekenland      | Christofer Tsimaras          |
| Groot-Brittannië | Philip Brojaka               |
| Hongarije        | Szabolcs Szőllősi            |
| Hongarije        | Ágota Tóth-Lykovcán          |
| Kazachstan       | Dmitri Babenko               |
| Kazachstan       | Natalya Rybakova             |
| Letland          | Haralds Silovs               |
| Mongolië         | Galbaatar Uuganbaatar        |
| Nieuw-Zeeland    | Shane Dobbin                 |
| Oekraïne         | Olena Vasylivna Mjagkych     |
| Oekraïne         | Maksim Pedos                 |
| Oostenrijk       | Christian Pichler            |
| Oostenrijk       | Anna Rokita                  |
| Polen            | Katarzyna Bachleda-Curuś     |
| Polen            | Konrad Niedźwiedzki          |
| Roemenië         | Bianca Anghel                |
| Roemenië         | Claudiu Grozea               |
| Slowakije        | Renata Karabova              |
| Spanje           | Asier Peña Iturria           |
| Tsjechië         | Milan Sáblík                 |
| Tsjechië         | Martina Sáblíková            |
| Verenigde Staten | Kip Carpenter                |
| Verenigde Staten | Catherine Raney              |
| Zuid-Korea       | Lee Bo-ra                    |
| Zuid-Korea       | Lee Kyou-hyuk                |
| Zweden           | Sofia Albertsson             |
| Zweden           | Johan Röjler                 |
| Zwitserland      | Jan Caflisch                 |
| Zwitserland      | Roger Schneider              |